# Відродження (товариство в Буенос-Айресі)
Українське товариство «Відро́дження» (ісп. Asociación Ucraniana Renacimiento) — українське культурно-освітнє націоналістичне товариство в Буенос-Айресі, Аргентина.
26 квітня 1931 року відбулися установчі збори українського товариства «Сокіл», яке мало на меті фізичне і військове виховання своїх членів, щоб у слушний час повернутися в Україну і боротися за її незалежність. 23 листопада 1933 року відбулися установчі збори української націоналістичної організації військово-політичного характеру під назвою «Українська стрілецька громада». Серед засновників товариства було багато людей, які протягом довгих років належали до проводу цього товариства, зокрема Михайло Приймак, Петро Малець, Іван Кривий, Теодор Хомишин, Іван Григоращук, Теодор Данилюк, Петро Грабинський.
1938 року подібні за характером «Стрілецька громада» та товариство «Сокіл» об'єдналися в «Організацію державного відродження України». Через постійні доноси недоброзичливців ця організація постійно потерпала від поліцейських обшуків, допитів, арештів провідних діячів, тому за рік товариство змінило назву на Українське товариство «Відродження» і набуло культурно-освітнього характеру.
Товариство стояло на позиціях ОУН полковника Андрія Мельника.
Ще до об'єднання «УСГ» і «Сокіл» мали свої філії, які стали філіями «Відродження», зокрема засновану 1933 року в Беріссо і засновану 1936 року в Авельянеді. Філія товариства «Сокіл» у Кордові не визнала об'єднання і продовжувала діяти як самостійна організація. Загалом товариство «Відродження» мало 9 філій, з них дві — з власними домівками.
З 1950-х років до 1985 року при товаристві діяв кредитний кооператив.
Органом товариства був тижневик «Наш клич», яка останніми роками не виходить через фінансові проблеми. Крім нього, товариство видавало власні календарі.
Серед членів товариства — Антін Постоловський.
Нині «Відродження» — один з основних колективних членів Української центральної репрезентації в Аргентині. Головою є Іван Регей. Має центральне відділення в м. Буенос-Айрес та три філії в провінції Буенос-Айрес у містах Беріссо, Авельянеда, Мунро. При товаристві діє центр відпочинку «Калина», балет «Дунай», ансамбль українського танцю «Журавлі».